# Armadini
Armadini es una tribu de polillas de la subfamilia Catocalinae. Como numerosos géneros de esta subfamilia aún no han sido asignados a una tribu, la lista de géneros debe considerarse preliminar.

## Géneros
- Metoponrhis
- Epharmottomena
- Drasteriodes
- Iranada
- Riadhia
- Metopistis
- Asplenia
- Armada
- Tarachephia